# Rödvingad fnittertrast
Rödvingad fnittertrast (Trochalopteron formosum) är en asiatisk fågel i familjen fnittertrastar inom ordningen tättingar.

## Utseende och läten
Rödvingad fnittertrast är en rätt stor (27-28 cm), matt rostbrun fnittertrast. Fjäderdräkten är mestadels brun med stora inslag av rött på vingarna och stjärten. Hjässan och örontäckarna är grå med mörka streck och strupen mörk. Näbb och ben är svartaktiga. Sången består av upprepade, ljudliga men rätt tunna visslande fraser, i engelsk litteratur återgiven som "chu-weewu".

## Utbredning och systematik
Rödvingad fnittertrast delas in i två underarter med följande utbredning:
- Trochalopteron formosum formosum – förekommer i sydvästra Kina (sydvästra Sichuan, nordöstra Yunnan och södra Guangxi)
- Trochalopteron formosum greenwayi – förekommer i norra Tonkin (Fan Si Pan-bergen)

1995 rapporterades ett antal rödvingade fnittertrastar på Isle of Man efter att några burfåglar rymt. Följande år lyckades arten genomföra häckningar, men etablerade aldrig någon hållbar population.

### Släktestillhörighet
Tidigare inkluderas arterna i Trochalopteron i Garrulax, men genetiska studier har visat att de är närmare släkt med exempelvis prakttimalior (Liocichla) och sångtimalior (Leiothrix).

## Levnadssätt
Rödvingad fnittertrast hittas i skog, ungskog, buskmarker och bambu från 900 till 3000 meters höjd. Den är en skygg fågel som uppträder i par eller små grupper i tät växtlighet nära marken. Det råder kunskapsbrist om både dess föda, men den tros inta ryggradslösa djur och visst vegetabiliskt material. Fågeln häckar i juni och juli, och båda könen matar ungarna. Arten är stannfågel men kan utföra vissa oregelbundna rörelser i höjdled, framför allt under kraftigt snöfall.

## Status och hot
Arten har ett stort utbredningsområde och en stor population, men tros minska i antal på grund av habitatförstörelse och fragmentering, dock inte tillräckligt kraftigt för att den ska betraktas som hotad. Internationella naturvårdsunionen IUCN kategoriserar därför arten som livskraftig (LC). Världspopulationen har inte uppskattats men den beskrivs som alltifrån sällsynt till ganska vanlig.